# Енвел (Горња Саона)
Енвел (фр. Ainvelle) насеље је и општина у источној Француској у региону Франш-Конте, у департману Горња Саона која припада префектури Лир.
По подацима из 2011. године у општини је живело 156 становника, а густина насељености је износила 23,11 становника/km². Општина се простире на површини од 6,75 km². Налази се на средњој надморској висини од 242 метара (максималној 298 m, а минималној 228 m).

## Демографија
| 1962. | 1968. | 1975. | 1982. | 1990. | 1999. | 2011. |
| ----- | ----- | ----- | ----- | ----- | ----- | ----- |
| 164   | 157   | 155   | 191   | 206   | 219   | 156   |

График промене броја становника у току последњих година